# کنارزرد
کنارزرد دهکده کوچکی است از توابع بخش کوخرد شهرستان بستک در غرب استان هرمزگان در جنوب ایران واقع شده‌است.
این دهکده میان دو تپه بلند به نامهای بُهر کوار و بُهر مورک واقع شده‌است.

## محدوده کنارزرد
از طرف شمال کوه لاور، از طرف جنوب رودخانه مهران، از طرف مغرب به راه چارون، و از طرف مشرق به بُهر مورک محدود می‌گردد...

## جمعیت
جمعیت این روستا بر اساس سرشماری سال ۱۳۸۵ جمعیت آن ۲۴۲ نفر (۵۳ خانوار)
بوده است.
و از راه کشاورزی و دامداری امرار معاش می‌کنند.
دارای ۲ باب مسجد و یک مدرسه و ۴ باب آب‌انبار برکه و ۵۰۰ اصله نخل است...

## نخلستان کنار زرد
نخلستان گسترده‌ای دارد، وخرمایش نزد مردم منطقه مشهور است. باغ شیخ حسن شامخ یکی از باغهای تازه احداث این منطقه‌است و در حدود ۵۰۰ اصله نخل مختلف دارد.

## فهرست منابع و مآخذ
- محمدیان، کوخردی، محمد، “ «به یاد کوخرد» “، ج۱. چاپ اول، دبی: سال انتشار ۲۰۰۳ میلادی.
- نگاره‌ها از: محمد محمدیان.
- سلامی، بستکی، احمد.  (بستک در گذرگاه تاریخ)  ج۲ چاپ اول، ۱۳۷۲ خورشیدی.
- عباسی، قلی، مصطفی،  «بستک وجهانگیریه»،  چاپ اول، تهران: ناشر: شرکت انتشارات جهان معاصر، سال ۱۳۷۲ خورشیدی.
- بالود، محمد.  (فرهنگ عامه در منطقه بستک)  ناشر همسایه، چاپ زیتون، انتشار سال ۱۳۸۴ خورشیدی.
- الکوخردی، محمد، بن یوسف، (کُوخِرد حَاضِرَة اِسلامِیةَ عَلی ضِفافِ نَهر مِهران Kookherd، an Islamic District on the bank of Mehran River) الطبعة الثالثة، دبی: سنة ۱۹۹۷ للمیلاد.
- مهندس:، حاتم، محمد، غریب“ «تَاریخْ عَرَب الّهْولَة Huwala Arab History» “، دولة الکویت، ج۱. چاپ سوم، القاهرة، مصر، دار‌الأمین للطباعة والنشر والتوزیع، ۸ شارع أبوالمعالی، سال انتشار ۱۹۹۷ میلادی، Engineer: Mohammed gharhb Hatem , third edition: Egypt (Cairo),1997 & ۲۰۱۳
- بختیاری، سعید،،  «اتواطلس ایران» ، “ مؤسسه جغرافیایی وکارتگرافی گیتاشناسی، بهار ۱۳۸۴ خورشیدی.
- محمد، صدیق «تارخ فارس» صفحه‌های (۵۰ ـــ ۵۱)، چاپ سال ۱۹۹۳ میلادی.
- اطلس گیتاشناسی استان‌های ایران [Atlas Gitashenasi Ostanhai Iran] (Gitashenasi Province Atlas of Iran)
- محمدیان، کوخردی، محمد،  (شهرستان بستک و بخش کوخرد) ، ج۱. چاپ اول، دبی: سال انتشار ۲۰۰۵ میلادی.